# Kruklanki
Kruklanki (Kruglanken fino al 1945) è un comune rurale polacco del distretto di Giżycko, nel voivodato della Varmia-Masuria.
Ricopre una superficie di 201,01 km² e nel 2004 contava 3 006 abitanti.
Comunità urbane e rurali:
| - Boćwinka (Neu Freudenthal) - Brożówka (Gansenstein) - Jasieniec (Groß Eschenort) - Jeziorowskie (Jesziorowsken, 1938-1945: Seehausen) - Jurkowo (Jorkowen, 1938-1945: Jorken) - Kruklanki (Kruglanken) | - Lipowo - Możdżany (Mosdzehnen, 1930-1945: Borkenwalde) - Sołtmany (Soltmahnen) - Żabinka - Żywki (Siewken) - Żywy (Siewen) |

Altre località:
| - Borki - Budziska Leśne (Heydtwalde) - Chmielewo (Hopfenthal) - Diabla Góra - Grądy Kruklaneckie (Grunden) - Kamienna Struga (Steinbach) | - Knieja Łuczańska - Majerka - Podleśne (Knobbenort) - Wolisko (Walisko, 1938-1945: Waldsee) - Żywki Małe (Luisenhof) - Jelonek (leśniczówka) |